# Kastell Dajaniya
Das Kastell Dajaniya, ist ein spätrömisches Militärlager nahe der modernen Siedlung Al-Husseiniyeh, einer Ortschaft im Gouvernement Ma'an im Süden von Jordanien. Der Garnisonsstandort gehörte zunächst zur Provinz Arabia und wurde während der Regierungszeit des Kaisers Diokletian (284–305) der neugegründeten Provinz Palaestina Tertia zugeschlagen. Die fast quadratische Fortifikation befindet sich im westlichen ariden Randbereich der jordanischen Wüste und wurde als Teil des spätantiken Limes Arabicus in vorderster Linie errichtet. Ihr bemerkenswerter Erhaltungszustand macht Dajaniya zu einem beliebten Forschungsobjekt der Wissenschaft, zieht jedoch auch Kriminelle an, die den Ort für Plünderungen nutzen.

## Lage
Die Überreste des römischen Kastells Dajaniya liegen leicht erhöht auf einem überschwemmungssicheren Basaltstock, der sich im Pleistozän gebildet hat und befinden sich rund 4,60 Kilometer von der nordnordöstlich gelegenen Siedlung Al-Husseiniyeh entfernt. Der durch vulkanische Aktivitäten entstandene Basalt ist im Raum um die Fortifikation weit verbreitet. Das nächstgelegene Legionslager, Udruh, liegt rund 30 Kilometer südsüdwestlich während es im Norden rund 78 Kilometer bis zum Legionslager Betthorus sind. Nur 19 Kilometer nordöstlich entfernt befindet sich das Kleinkastell Jurf ed-Darawish mit dem über mehrere kleine Kontrollposten und Wachtürme Verbindung – Abu Hutana Qasr el-Bint, Tell Burma, Qasr el-Bint – bestand. Dajaniya lag an einem der Via Traiana Nova vorgeschobenen Straßenabschnitt. Die Via Traiana Nova selbst verlief rund 13 Kilometer westlich. Diese Straße war nach der Annexion des Nabatäerreiches unter Kaiser Trajan (98–117) zur Sicherung der neugewonnenen Gebiete zwischen 107 und 114 n. Chr. angelegt worden. Sie verlief von Süden nach Norden und verband die Hafenstadt Aila (Akaba) am Roten Meer mit dem Legionslager Bostra im heutigen Syrien. Die dort stationierte Legio III Cyrenaica zeichnete für den Bau der Straße verantwortlich. Die römische Armee war über die Jahrhunderte gezwungen, ihre Grenzbefestigungen immer weiter auszubauen. Mit und im Zuge der weitreichenden Reichsreformen unter Kaiser Diokletian (284–305) sowie der wachsenden Bedrohung durch die Sassaniden erreichten diese Bemühungen einen Höhepunkt.

## Forschungsgeschichte
Der Fundort hat die Aufmerksamkeit zahlreicher Wissenschaftler und Reisender auf sich gezogen. Die wichtigsten frühen Gelehrten an diesem Platz waren der österreichische Althistoriker Alfred von Domaszewski (1856–1927) und der deutsch-amerikanische Philologe Rudolf Ernst Brünnow (1858–1917), die den römischen Limes und viele weitere antike Stätten der einstigen Provinz Arabia auf zwei in den Jahren 1897 und 1898 durchgeführten Forschungsreisen beschrieben. Die auf Grundlage ihrer Untersuchungen publizierten Bände enthalten auch den ersten Plan des Kastells. Wesentlichen Anteil an einer ersten topographischen Einordnung von Dajaniya in das römische Straßennetz und dessen Meilensteine hatte der deutsche Lehrer und Orientalist Peter Thomsen (1875–1954) mit seiner Veröffentlichung von 1917. Erst 1935 und 1940 fanden wieder Untersuchungen am Kastell durch den amerikanischen Biblischen Archäologen Nelson Glueck (1900–1971) statt, der in der zweiten Hälfte der 1930er Jahre viele Bauten des römischen Limes in Jordanien besuchte. Nach Jahrzehnten ohne weitere Forschungen folgten erst in den 1980er Jahren neue Besuche vor Ort, die zu wissenschaftlichen Publikationen führten. Der erste dieser Wissenschaftler war der britische Archäologe Philip Freeman der 1985 und 1986 den Kastellort besuchte und einen neuen Plan der Anlage veröffentlichte. Ihm folgte der australische Provinzialrömische Archäologe David Leslie Kennedy zusammen mit dem britischen Luftbildarchäologen Derrick Newton Riley (1915–1993). Beide widmeten sich in mehreren Publikationen der Erforschung der jordanischen Antike aus der Luft. Einen bedeutenden Beitrag zur modernen Erforschung des spätantiken Limes Arabicus leistete der amerikanische Provinzialrömische Archäologe Samuel Thomas Parker (1950–2021), der mit einer interdisziplinären Mannschaft aus Wissenschaftlern von 1980 bis 1989 archäologische Expeditionen unternahm. Als Leiter des Limes Arabicus Projects legte er dabei seinen Schwerpunkt auf den römischen Grenzverlauf in Zentraljordanien. Er publizierte seine Ergebnisse, die auch Untersuchungen in Dajaniya einschlossen, in mehreren Veröffentlichungen. Parker nahm auch stichprobenartige kleine Grabungsschnitte vor. Anschließend kam es mit dem britischen Archäologen George Macrae Findlater, der unter anderem in führenden Positionen für das British Institute in Amman arbeitete, während der von ihm geleiteten „Dana Archaeological Survey“ (DAS) zwischen 1994 und 1996 unter anderem zu erneuten Forschungen am Kastell. Im Jahr 2001 beschäftigte sich der amerikanische Archäologe John Rucker im Rahmen seines Da'janiya Hinterland Survey Projects mit Dajaniya und dessen weiterem Einzugsgebiet. Die Auswertung des keramischen Fundmaterials lag in den Händen von Samuel Thomas Parker. Vom 3. und 6. November 2018 fand unter der Leitung des polnischen Archäologen Jaroslaw Bodzek von der Jagiellonen-Universität in Krakau in Zusammenarbeit mit der Wissenschaftlich-Technischen Universität eine Dokumentation der erhaltenen architektonischen Überreste des Kastells mittels Laserabtastverfahren und Nahbereichsphotogrammetrie statt. Zum Programm gehörte auch eine Feldbegehung.

## Baugeschichte

Ein Kastellplan der unterschiedliche Veröffentlichungen und neuere Luftbilder vereint

Die römischen Geometer orientierten sich bei den Planungen zu diesem Kastell an einem in der Spätantike ausgearbeiteten militärischen Baumuster, das einen quadratischen Grundriss mit weit aus dem Verband der Wehrmauer hervorspringenden Türmen vorsah und reichsweit in verschiedenen Dimensionen zum Einsatz kam. Bei den Vermessungsarbeiten im Gelände kam es zu einigen Abweichungen. Daher bildet die Umwehrung ein leicht unregelmäßiges Parallelogramm. Insgesamt wurde die Fortifikation mit 102,20 × 99,15 × 99,75 × 101,10 Metern (= 1,02 Hektar) eingemessen. Das Kastell orientiert sich mit seinen vier Flanken genau nach den Haupthimmelsrichtungen, die vier Ecktürme befinden sich damit im Norden, Süden, Osten und Westen. Von den Mauern des Kastells aus ist die Sicht in alle Richtungen gut.

### Umfassungsmauer

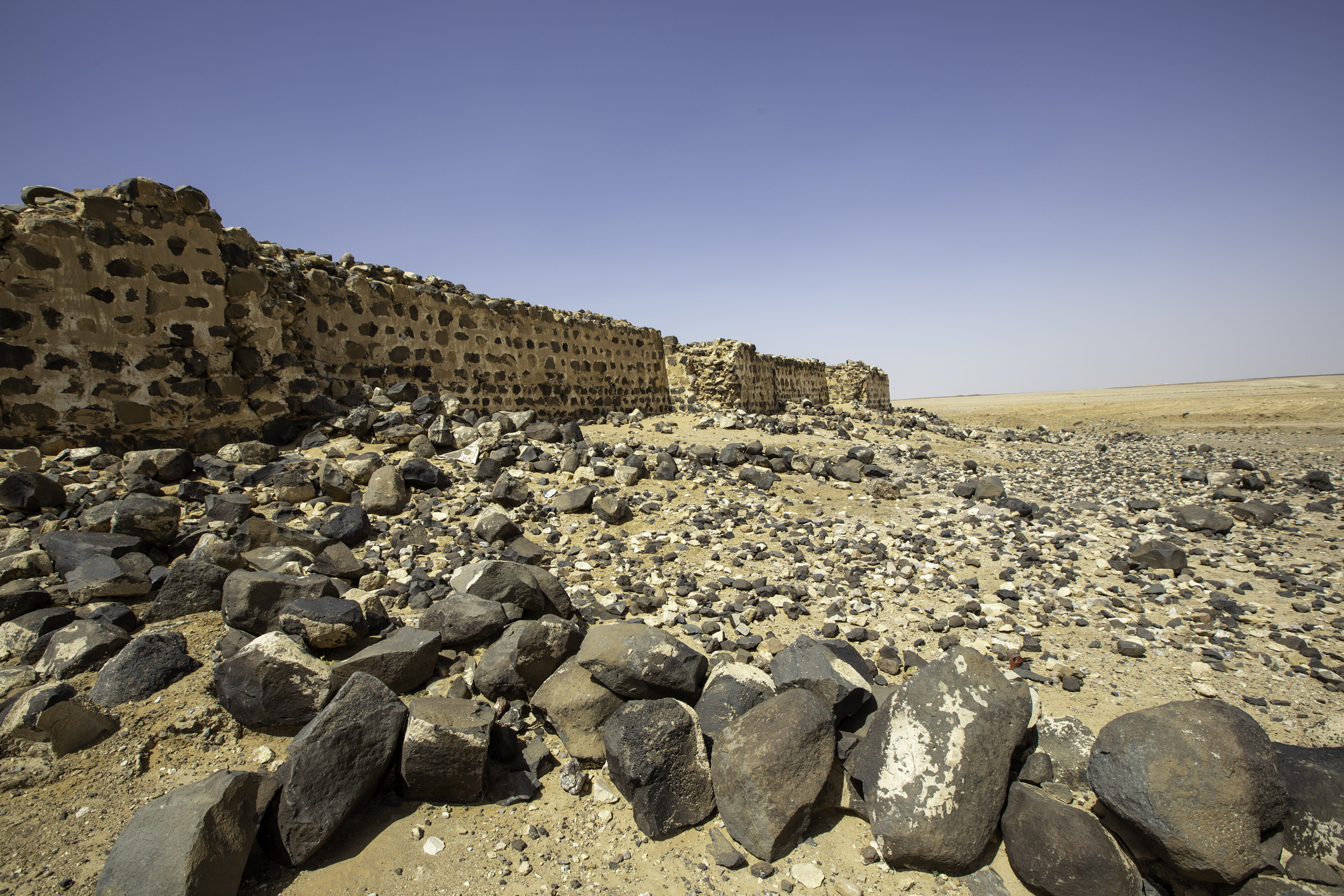
Blick von Osten auf einen Abschnitt der nordöstlichen Umfassungsmauer (Zustand 2013)

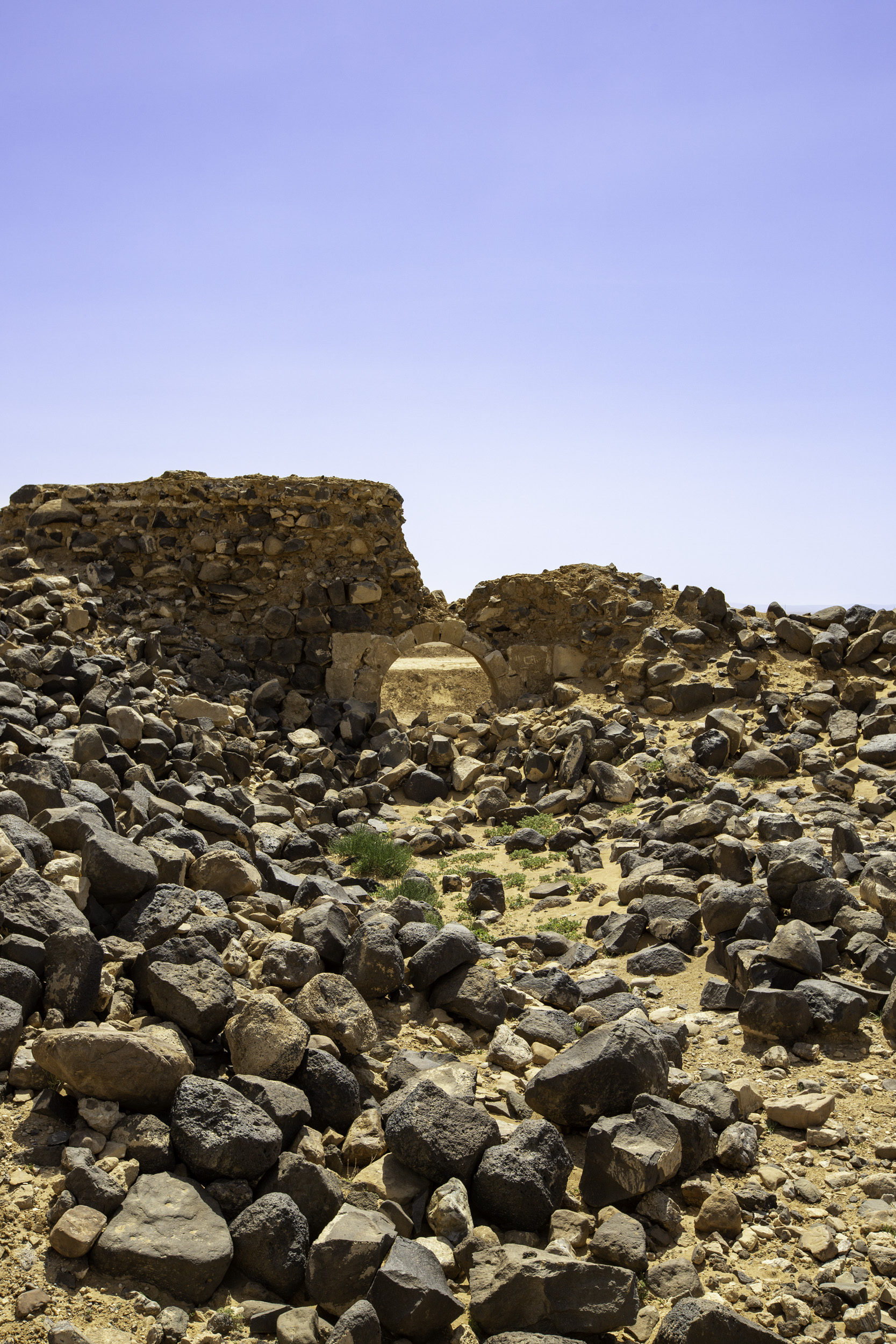
Das Ausfalltor in der Südwestmauer (Zustand 2013)

Das Baumaterial, zumindest der verwendete Kalkstein, stammt wahrscheinlich aus einem im Wadi al-Muqta'a ausgebeuteten Steinbruch, der in den 1990er Jahren rund 7,50 Kilometer nördlich des Kastells entdeckt wurde. Die beim Bau genutzten schwarzen Basaltblöcke mit dem verwendeten weißen Mörtel und Gips beeindrucken bis heute. Neben dem größtenteils verbauten Basalt, fand Kalkstein nur begrenzten Einsatz. Das durchschnittlich 2,25 Meter starke Mauerwerk selbst ist aus ungleichmäßigen Lagen zusammengesetzt und besteht aus Hau-, Bruch- und Lesesteinen. Der Aufbau folgt dem bekannten römischen Schema und besteht aus zwei äußeren Mauerschalen, deren Inneres aus Bruchsteinen besteht, die in Mörtel gesetzt wurden. Viele andere Mörtelreste deuten darauf hin, dass sowohl die Umfassungsmauer als auch die meisten Innenwände des Kastells ursprünglich verputzt waren.
Laut von Domaszewski und Brünnow soll sich der Wehrgang auf einer Höhe von 4,70 Metern befunden haben, was vermuten lässt, dass die Gesamthöhe der Umfassungsmauer inklusive der Zinnen auf rund fünf Meter kam. Erhalten hatte sich die Wehrmauer bei Ruckers Forschungen noch auf eine Höhe von bis zu 4,50 Metern.
Insgesamt verteilen sich 14 rechteckige Türme rund um die Umwehrung, davon je einer in jeder Ecke. Wie von Domaszewski und Brünnow annahmen, könnten diese Türme zweistöckig gewesen sein. Eine sichere Antwort ist in diesem Fall jedoch nicht einfach, da sich die Türme schlechter erhalten haben als die sie verbindenden Kurtinen. Dies hängt mit der verwendeten Bautechnik zusammen, denn die römischen Soldaten, die bei der Errichtung eingesetzt waren, haben die Mauern der Türme nur halb so stark gesetzt, wie die der Umwehrung. Der Turm mit dem größten Umfang ist der östliche Eckturm, der 8,80 × 8,50 Meter misst. Sein kleinstes Gegenstück liegt diesem Turm genau gegenüber. Es ist der westliche Eckturm, der mit nur 4,80 Metern im Quadrat eingemessen wurde. Es wird davon ausgegangen, dass die in einem Abstand von 22,50 bis 25 Metern errichteten Türme rund 2,35 Meter aus dem Verband der Umfassungsmauer hervortraten. Aufgrund zweier Tortürme sind an der südöstlichen Umfassungsmauer mit vier Türmen, die meisten installiert worden. Diese befinden sich in einem Abstand von rund 13 Metern zueinander. Dajaniya besaß zwei sich gegenüberliegende Tore, die mittig in die nordwestliche und südwestliche Umfassungsmauer verbaut waren. Das Nordwesttor war lediglich als einfacher, einspuriger Zugang ohne flankierende Tortürme gestaltet, während das Südosttor eben diese Tortürme besaß und damit als Haupttor der Befestigung angesprochen werden kann. In der Südwestmauer befindet sich, wie bei vielen spätantiken Kastellen, ein kleineres Ausfalltor, das noch von einem intakten Rundbogen überwölbt wird.

### Innenbebauung
Parker fand die inneren Strukturen noch „ziemlich gut erhalten“ vor. Parallel zur Umfassungsmauer verliefen an deren Innenseite entlang der Kurtinen und Türme Raumfluchten, die aus einer oder zwei Kammern bestanden. Die trennenden Hauptmauerzüge stießen dabei im rechten Winkel auf die Umwehrung. Einige Wissenschaftler hielten die Überreste dieser Räume für Stallungen. Es könnte 58 dieser Räume in diesem Bereich gegeben haben, wobei der heutige verstürzte Zustand möglicherweise weitere Strukturen verdeckt. Die Lagerringstraße (Via sagularis) trennt diesen Bauabschnitt von den restlichen Gebäuden im Kastellinneren.
Von Nordwesten nach Südosten durchteilt die bis zu 13,70 Meter breite Lagerhauptstraße (Via principalis) mittig das Innere der Fortifikation und verbindet die beiden Haupttore. Die so entstandene südwestliche Lagerhälfte bestand aus einer gestaffelten Anordnung von Wohnbaracken mit Zweiraum-Unterkünften. Ähnlich ergab sich die Situation für den nordöstlichen Teilbereich, doch kommt es hier durch den Einbau des 25,60 × 23,30 Meter umfassenden Stabsgebäudes (Principia) zu einer Abweichung vom Konzept. Das Stabsgebäude besitzt einen rechteckigen Grundriss, mit einem zentralen Eingang an seiner zur Lagerhauptstraße hin orientierten Schmalseite. Unmittelbar hinter dem Eingang befindet sich der größte, gleichfalls rechteckige Raum, der auch als Empfangsbereich gedient haben mag. Links und rechts davon gliedern sich zwei, etwas kleinere Räume an. Von dem großen Empfangsbereich führt der über den dem Eingang gegenüberliegenden Weg in einen kleinen Vorraum und von dort in das rechteckig ausgebaute Fahnenheiligtum. Nebenan konnten jeweils drei Büroräume auf beiden Seiten des Heiligtums festgestellt werden. Zumindest einige Gebäude waren mit Ziegeln eingedeckt. Nordwestlich befand sich innerhalb des Kastells unter der Lagerhauptstraße eine großzügig angelegte und gut erhaltene rechteckige Zisterne von 13,80 × 5,55 Metern Umfang, die ursprünglich eine Überdeckung besaß.

### Zeitliche Einordnung
Zwar weist eine Reihe von Forschern auf die Möglichkeit hin, dass an diesem Platz bereits eine ältere römische Garnison bestanden haben könnte, doch blieb diese Annahme bisher archäologisch unbestätigt. Klar ist dagegen die Erbauung der heute sichtbaren Anlage in spätrömischer Zeit und ihre militärische Nutzung bis in die frühbyzantinische Periode, das bedeutet eine Nutzung zwischen 284 und 502 n. Chr. Der relativ sichere Erbauungszeitraum lässt sich anhand von stratifizierbaren Keramik- und Münzfunden belegen. Bei Feldbegehungen konnte zwar auch fragmentierte frührömische Keramik aus dem 2. Jahrhundert n. Chr. innerhalb des Kastells und auf den angrenzenden Flächen gesammelt werden, doch kamen zu diesen Lesefunden keine Befunde zu Tage, die mit diesen Fundstücken potenziell in Verbindung stehen könnten. Anders sieht es bei dem Lesefund einer Bronzemünze der Kaiserin Galeria Valeria aus, die in der Nähe der Ausfallpforte während Parkers Expedition zu Tage kam. Das in der Zeit von 303 bis 310 n. Chr. geprägte Stück unterstützt zeitlich die stratifizierten Funde.
Das Kastell wurde wohl während der Regierungszeit des Kaisers Diokletian im Zuge der an einigen Fundorten zeitlich nachweisbaren Neuordnung der Grenze an der Wende vom 3. zum 4. Jahrhundert, also in die Zeit der ersten Tetrarchie, errichtet. Am Qasr Bshir lässt sich dieser Zeitpunkt durch die heute noch in situ erhaltene Bauinschrift dokumentieren. Die Ergebnisse der im Rahmen des Limes-Arabicus-Projekts durchgeführten Untersuchungen mit den dazugehörigen kleinen Probegrabungen deuten darauf hin, dass das Kastell nur relativ kurz von der hier ursprünglich stationierten Armeeeinheit genutzt wurde. Der untersuchte Raum T.3 wurde nach den Befunden bereits um die Mitte des 4. Jahrhunderts als Müllhalde zweckentfremdet. Möglicherweise fand in dieser Zeit bereits eine Reduzierung der ursprünglichen Garnisonsstärke statt. Weitere Untersuchungen deuten auf Veränderungen unmittelbar nach der Mitte des 4. Jahrhunderts hin, als scheinbar die Räume T.2 und T.3 von jeder Nutzung ausgenommen wurden. Spätbyzantinische Strata der Zeit um rund 500 bis 551 n. Chr. wurden lediglich in den Räumen T.1 und T.6 gefunden. Bezeichnenderweise bildete sich in diesem Zusammenhang im frühen 6. Jahrhundert im südwestlichen Teil von T.1 eine Schicht aus Mist – und dies in einem Raum, der ursprünglich offenbar als Fahnenheiligtum (Aedes principiorum) genutzt wurde. Diese merkwürdige Befundsituation legen eine Nutzungs- oder Funktionsänderung für das Kastell nahe, wobei die Archäologen dabei an eine mögliche Folge des Erdbebens von 502 n. Chr. dachten. Wahrscheinlich wurde danach in einem relativ kurzen, aber zeitlich nicht klar festlegbaren Rahmen dieser für römische Kastelle so zentrale kultische Ort endgültig aufgegeben. Die Nutzung als Ablageort für Mist im ehemaligen Fahnenheiligtum scheint jedenfalls nur von kurzer Dauer gewesen zu sein. Letztendlich stürzte das Gewölbe des Heiligtums ein, was wahrscheinlich eine Folge des Erdbebens von 551 n. Chr. gewesen ist. Die Strata innerhalb des Kastells, die älter als 551 n. Chr. waren, konnten insgesamt nur eine zeitweilige Nutzung der angeschnittenen Räume belegen.
Parker nutzte bei seinen Forschungsexpeditionen zum spätantiken Limes Arabicus ein stratigraphisches Schema, das der vereinfachten Zuordnung für die gesicherten römischen und byzantinischen Funde und Befunde dient. Dieses Schema hatte der Archäologe und Keramikexperte James A. Sauer (1945–1999) im Jahr 1973 aufgestellt und war von Parker 2006 überarbeitet worden.
| Zeitstellung            | Ungefähre Datierung        |
| ----------------------- | -------------------------- |
| frührömisch-nabatäisch  | ca. 63 v. Chr.–135 n. Chr. |
| frührömisch I           | ca. 63 v. Chr.–37 v. Chr.  |
| frührömisch II          | ca. 37 v. Chr.–4 v. Chr.   |
| frührömisch III         | ca. 4 v. Chr.–73 n. Chr.   |
| frührömisch IV          | ca. 73–135                 |
| spätrömisch I           | ca. 135–193                |
| spätrömisch II          | ca. 193–235                |
| spätrömisch III         | ca. 235–284                |
| spätrömisch IV          | ca. 284–324                |
| frühbyzantinisch I      | ca. 324–363                |
| frühbyzantinisch II     | ca. 363–400                |
| frühbyzantinisch III    | ca. 400–450                |
| frühbyzantinisch IV     | ca. 450–502                |
| spätbyzantinisch I      | ca. 502–527                |
| spätbyzantinisch II     | ca. 527–551                |
| spätbyzantinisch III–IV | ca. 551–636                |
| frühislamisch           | ca. 636–1174               |
| spätislamisch           | ca. 1174–1918              |

Nachfolgend das während der Untersuchungen Parkers durch Feldbegehungen geborgene keramische Fundmaterial war mit 225 Scherben sehr reichhaltig. 63 Scherben ließen sich dabei genau datieren.
| Anzahl | Zeitstellung            | Bemerkung     |
| ------ | ----------------------- | ------------- |
| 5      | frührömisch IV          | ca. 73–135    |
| 5      | spätrömisch I–II        | ca. 135–235   |
| 15     | spätrömisch III–IV      | ca. 235–324   |
| 21     | frühbyzantinisch IV     | ca. 450–502   |
| 14     | spätbyzantinisch I      | ca. 502–527   |
| 3      | mamelukisch/ottomanisch | ca. 1250–1918 |

## Truppe
Auf ein rein spekulatives Feld begibt sich die Forschung bisher, wenn es um die Festlegung einer Militäreinheit für das Kastell geht. Aufgrund der architektonischen Strukturen und dem erhaltenen Befund des Bauwerks geht bei den Wissenschaftlern selbst die Meinung über die stationierte Truppengattung auseinander. Von Domaszewski und Brünnow glaubten, es müsse eine Cohors quingenaria equitata gewesen sein, eine Einheit, die aus 120 Kavalleristen und 380 Infanteristen bestand. Andere Forscher tendierten eher zu einer reinen Kavallerieeinheit Parker schloss aus der Größe des Lagers mit rund einem Hektar, dass Dajaniya in der Zeit des Prinzipats eine Kohorte von 500 Mann hätte aufnehmen können oder aber in der Spätantike eine Kavallerieeinheit. Kennedy und Riley wiederum kamen zu dem Schluss, dass entweder mehrere verschiedene Einheiten oder die Hälfte einer Cohors quingenaria equitata in Dajaniya kaserniert war. Sie mutmaßten, das Kastell hätte nicht die Kapazitäten besessen, als Garnison für 500 Soldaten und einer beträchtlichen Anzahl von Pferden zu dienen, zumal es keine Hinweise darauf gäbe, dass die Lagerbaracken innerhalb der Fortifikation mehr als ein Stockwerk besessen haben.
Die Menschen in Dajaniya aßen nach Analyse der von Parker zur Auswertung an den Anthropologen Michael R. Toplyn gegebenen Taxa möglicherweise wesentlich mehr Wildfleisch, als dies während der gleichen Zeiträume für das Kastell Praetorium Mobeni und das Legionslager Betthorus dokumentiert wurde.

## Umliegende Bebauung

### Reservoir
Jenseits der Kastellmauern, nahe dem südlichen Eckturm, befindet sich ein 40 Quadratmeter großer Wasserspeicher. Wie die von Kennedy veröffentlichten Luftbildaufnahmen nahelegen, scheint dieses Reservoir im Grundriss rechteckiger gewesen zu sein, als dies durch von Domaszewski und Brünnow dokumentiert worden ist. Möglicherweise sind bauliche Veränderung nach der Erstdokumentation für diese Abweichungen verantwortlich. Die moderne Nutzung des wieder hergerichteten Wasserspeichers dient den lokalen Beduinen. Eine archäologische Verifizierung dieser neueren Veränderung ist aufgrund des nach Kennedys Luftbildaufnahmen von 2000/2004 erfolgten Baus eines komplett neuen Wasserbeckens an demselben Platz möglicherweise nicht mehr machbar. Möglicherweise fußen die beobachteten Reservoirs auf einem antiken Vorgängerbau. Damit wäre Dajaniya für nomadische Hirten, aber auch für Karawanen und andere Reisende interessant geworden, was vielleicht auch eine der Ursachen für den Bau des Kastells gewesen ist. Denn die Kontrolle der Aktivitäten an dieser oft bedrohten Limeszone und das Sammeln von Informationen war eine wichtige Aufgabe der römischen Grenzschutztruppen.

### Siedlung
Über das Reservoir hinaus haben sich außerhalb der Kastellmauern noch drei weitere Strukturen in Teilen obertägig erhalten. Das ovale, weiter östlich gelegene Mauerwerk mit einem Durchmesser von rund 4,40 Metern ist bis heute unerforscht geblieben. Der Bau besteht zumeist aus quadratischen Kalksteinblöcken von etwa 0,30 × 0,60 × 0,30 Metern Größe Die Mauern sind dabei etwa 0,60 Meter stark und an einigen Stellen bis zu 1,25 Meter hoch erhalten. Von Domaszewski und Brünnow interpretierten die Baureste als „Turm“. Aufgrund seiner Beobachtungen glaubte Parker, dass es sich hierbei um die Überreste eines Kalkofens oder eines Eisenschmelzofens handeln könnte. Zu Parkers erster Vermutung könnten die Kalktrümmer und der Kalkschlamm passen, die den Bau sehr deutlich umgeben, andererseits fand sich etwas Schlacke in und um die Struktur herum. Dazu kam ein Topfscherben zu Tage, der leicht geschmolzen war. Freeman und der britische Archäologe Derek A. Welsby stellen zur Diskussion, ob diese mutmaßliche Fabrica in Zusammenhang mit der Errichtung oder Reparatur des Kastells stehen könnte.
Der zweite bauliche Befund nach dem Wasserspeicher befindet sich rund 85 Meter  südlich des Osttores der Fortifikation und besitzt einen rechteckigen Grundriss von 10,41 × 7,48 Metern. Die Schmalseiten sind dabei nordwestlich-südöstlich orientiert. Wie das Kastell sind die rund 0,65 Meter starken Mauern dieses Gebäudes aus den gleichen schwarzen Basaltblöcken errichtet worden. Insgesamt lässt sich eine sehr solide und sauber ausgeführte Baukonstruktion erkennen. Ausgrabungen brachten eine Getreidemühle zu Tage, in dessen Westhälfte an drei Mahlsteinen gleichzeitig gearbeitet werden konnte. Der Bau wurde zur gleichen Zeit wie das Kastell genutzt.
Es gibt noch eine dritte Struktur, von Domaszewski und Brünnow ebenfalls als „Turm“ interpretierten, und von Parker als „nahezu verschwunden“ notiert. Das aus Lehmziegeln errichtete Gebäude befindet sich rund 75 Meter östlich des südöstlichen Haupttores und misst rund 10 × 6 Meter. Mit seinen Schmalseiten ist der Bau ostwestlich orientiert. Die Mauern sind noch bis zu vier Schichten hoch erhalten, wobei jede Schicht aus Lehmziegeln besteht, die etwa 40 Zentimeter lang, 15 Zentimeter hoch und 30 Zentimeter breit sind. An einer Stelle schien es Rucker bei seiner Untersuchung, als ob der Bau ein steinernes Fundament besitzen würde. Im Inneren glaubte der Archäologe dann eine von Osten nach Westen gezogene Innenwand erkennen zu können, die das Gebäude in zwei etwa gleich große Räume teilen würde. Der Bau ist von zahlreichen Dachziegelfragmenten umgeben. Auf der Grundlage dieser Ziegelfragmente sowie den 41 von Rucker gesammelten Keramikscherben datiert dieser Bau wahrscheinlich zeitgleich mit dem Kastell. Einen verwitterten rechteckigen Quaderstein mit einem Loch an einer Ecke fand Rucker zwei Meter von der nordöstlichen Ecke des Gebäudes entfernt. Vielleicht ist dabei an einen Türscharnierblock zu denken, möglicherweise aus dem nahegelegenen Kastell. An drei Scherben aus Ruckers Fundus konnte eine nähere diagnostische Untersuchung durchgeführt werden. Die Datierung ergab ein spätrömisches Stück, zwei frühbyzantinische Fragmente sowie 38 römisch-byzantinische Wandscherben.